# قرار مجلس الأمن التابع للأمم المتحدة رقم 1872
قرار مجلس الأمن التابع للأمم المتحدة رقم 1872 المتخذ بالإجماع في 26 مايو 2009.

## القرار
أدان مجلس الأمن تجدد القتال في الصومال مؤخرًا، وأذن لقوة حفظ السلام التابعة لبعثة الاتحاد الأفريقي في الصومال بالإبقاء على تفويضها الحالي حتى 31 يناير 2010
اتخذ المجلس بالإجماع القرار 1872 (2009) بموجب الفصل السابع من ميثاق الأمم المتحدة، ودعا جميع الأطراف الصومالية إلى دعم اتفاق جيبوتي الأخير بشأن المصالحة الوطنية، ورحب في هذا الصدد بدعوة الرئيس شيخ شريف شيخ أحمد لجميع جماعات المعارضة لدعم تلك العملية.
وحث المجلس الدول الأعضاء، وكذلك المنظمات الإقليمية والدولية، على المساهمة بسخاء في صندوق الأمم المتحدة الاستئماني لبعثة الاتحاد الأفريقي في الصومال، مع ملاحظة أن وجود الصندوق الاستئماني لا يمنع الترتيبات الثنائية المباشرة لدعم البعثة. كما حث المجتمع الدولي على المساهمة بسخاء في الصندوق الاستئماني المقابل للمؤسسات الأمنية الصومالية، وتقديم المساعدة التقنية لتدريب قوات الأمن في البلاد وتجهيزها.
وعقب التصويت، قال ممثل أوغندا، متحدثا باسم الاتحاد الأفريقي، إن المنظمة الإقليمية تود أن ترى المجلس يتخذ إجراءات أقوى ضد تلك العناصر في الصومال التي تعارض المصالحة، وتعهد بمواصلة دعم الاتحاد الأفريقي لهذا الهدف.